# Roy Wood Sellars
Roy Wood Sellars (* 9. Juli 1880 in Seaforth (Ontario); † 5. September 1973 in Ann Arbor) war ein US-amerikanischer Philosoph, der einen kritischen Realismus und einen evolutionären Naturalismus vertrat. Im Bereich der Politischen Philosophie trat Sellars für einen gemäßigten wissenschaftlichen Sozialismus ein und war Mitverfasser des „Humanist Manifesto“ von 1933. Sein Sohn Wilfrid Sellars war ebenfalls ein bekannter Philosoph.

## Leben
Sellars Eltern, Ford Wylis und Mary Stalker Sellars, waren schottischer Abstammung. Der Vater, ursprünglich Lehrer, absolvierte aus gesundheitlichen Gründen noch ein Medizinstudium. Die Familie zog danach nach Pinnebog, einem kleinen, ländlichen Ort in Michigan. Aufgrund der Umgebung war Sellars schon in der Jugend sportlich aktiv. Aufgrund seiner intellektuellen Fähigkeiten wurde er für eine angemessene schulische Ausbildung an das Ferris Institute in Big Rapids, Michigan, geschickt. Nach seinem Studium an der University of Michigan von 1899 bis 1903 wechselte er an das Hartford Theological Seminary, wo er Griechisch, Hebräisch und Arabisch studierte, so dass er unter anderem den Koran im Original lesen konnte. Nach einem Studienjahr 1904 an der University of Wisconsin als Fellow kehrte er für eine Lehrstuhlvertretung nach Michigan zurück. Nach einem kurzen Aufenthalt im Sommer 1906 an der University of Chicago erwarb er in Michigan den Ph.D. Im Anschluss verbrachte er ein Studienjahr in Europa, unter anderem an der Sorbonne bei Henri Bergson und in Heidelberg bei Hans Driesch und Wilhelm Windelband. Danach kehrte er nach Michigan zurück, zunächst als Übungsleiter und dann als festes Mitglied des Lehrkörpers, bis er in den Ruhestand trat.
Sellars heiratete 1911 seiner Cousine Helen Maud Sellars. Der Ehe entstammen zwei Kinder, Wilfrid und Cecily. Die Tochter starb 1954 bei einem Autounfall. Der Sohn, Wilfrid Sellars, wurde seinerseits ein international anerkannter Philosoph, der an das Werk seines Vaters anknüpfte und dieses mit der analytischen Philosophie verband.

## Lehre
Sellars betrachtete es als Aufgabe der Philosophie, zur Aufklärung über Mythen beizutragen und ein auf den Wissenschaften beruhendes Weltbild zu vermitteln. Wissenschaften haben ihren Ausgangspunkt im Common sense, führen aber durch neue Fragestellungen und Methoden darüber hinaus. Die Philosophie muss die verschiedenen Weltsichten harmonisieren.

### Kritischer Realismus
Gegen jede Form des Idealismus war Sellars der Auffassung, dass der Ausgangspunkt der Erkenntnis reale Objekte sind. Dabei versuchte er einen Common sense-Realismus zu verteidigen. Solange der Mensch wahrnimmt, ohne über die Wahrnehmung zu reflektieren, geht er davon aus, dass er unmittelbar reale Objekte wahrnimmt, ohne dass zwischen den Gegenständen und dem Bewusstseinsinhalt eine vermittelnde Größe existiert. Es gibt daher keine eigenständigen Sinnesdaten, Perzeptionen, Abbilder oder Repräsentationen. Für Sellars ist es ein Fehler, zwischen dem wahrgenommenen Objekt und dem Wahrnehmungsinhalt zu unterscheiden. Theorien wie der Idealismus, Repräsentationalismus oder der Positivismus machten den Fehler, dass sie aus der Abhängigkeit der Wahrnehmung von den Gegebenheiten des wahrnehmenden Organismus schließen, dass die wahrgenommenen Objekte nicht unabhängig von diesem seien. Aufgrund dieser Auffassung vertrat Sellars eine klare Korrespondenztheorie der Wahrheit.
Sellars erkannte jedoch die Abhängigkeit der Wahrnehmungen vom Wahrnehmungsapparat an und lehnte deshalb einen Naiven Realismus ab, weil dieser die wissenschaftlich feststellbaren Unterschiede der Objekte zu den Wahrnehmungen nicht angemessen berücksichtige. Aufgrund der organischen Gegebenheiten sind Wahrnehmungen für ihn stets Interpretationen, in denen die externen kausalen Bedingungen der Wahrnehmung einerseits und der interne referentielle Akt des Wahrnehmens andererseits zusammenwirken.

### Evolutionärer Naturalismus
Auch für die wissenschaftstheoretischen Auffassungen von Sellars ist der Common sense der Ausgangspunkt. In den Wissenschaften werden über das alltägliche Wissen hinaus neue Erkenntnisse durch neue Fragestellungen und durch die Anwendung systematischer und mathematischer Methoden erlangt. Dabei lehnte Sellars eine einfache physikalische Struktur des Universums ab, sondern postulierte eine im Zuge der Evolution entstandene Hierarchie mehrerer emergenter Stufen der Verursachung. So entsteht Leben unter dafür geeigneten Bedingungen aus Materie und ebenso ist Geist eine emergente Entwicklung aus dem Leben. Sellars sprach dabei von einer kreativen Synthesis in der Natur, in der sich Neues aus Bestehendem entwickelt. Die Einzelwissenschaften wie die Physik oder die Biologie sind auf ihre jeweilige Ebene beschränkt und können die höheren Stufen der Emergenz aus sich heraus nicht erklären. Eine der Aufgaben der Philosophie ist es daher, den Überblick über die Zusammenhängen und die verbindenden Strukturen zu schaffen.

### Organizismus
In einem Beitrag zur Philosophie von Alfred North Whitehead reklamiert Sellars, dass seine Philosophie viel eher den Titel einer „Philosophie des Organischen“ verdiene, weil nach seiner Auffassung Organismen ganzheitliche Objekte seien, während Whitehead sie als zusammengesetzte Entitäten (als Nexus oder Gesellschaften ursprünglicher Einzelprozesse, siehe Prozess und Realität) beschreibe. Die im Zuge der Emergenz entstandenen Organismen sind nach Sellars Ganzheiten und nicht als Pluralität aufzufassen. Diese ganzheitliche Sicht steht in engem Zusammenhang mit den Auffassungen von Feldern in der Physik oder ganzheitlichen Formen in der Gestaltpsychologie.

### Werttheorie
Sellars verknüpfte seine Werttheorie eng mit der erkenntnistheoretischen Position des kritischen Realismus und mit der ontologischen Position der emergenten Organismen. Die menschliche Freiheit und die Welt der Werte sind Ergebnis der organischen Entwicklung und in einem rein mechanischen Weltbild nicht denkbar. Die physische Welt liefert nur die Rahmenbedingungen für das menschliche Leben und seine Institutionen, die dem Bewusstsein die zentralen Orientierung (das „hot center“) geben. Sellars lehnte generell jede Form des ontologischen Dualismus ab und sah darin auch einen Schaden für die Werttheorie. Werturteile entsprechen nur teilweise kognitiven Urteilen, denn sie sind aus physikalischen Fakten nicht ableitbar. Aber sie sind Interpretationen, die das menschliche Leben beeinflussen und damit sowohl für Individuen als auch Gruppen relevant sind. Sellars gesteht zu, dass Werturteile durch Empfindungen beeinflusst sind, ist aber der Auffassung, dass diese auf objektive Sachverhalte zurückgeführt werden können.

### Sozialismus
Sellars hat sich schon früh in der politischen Philosophie für einen modernen Sozialismus eingesetzt. Dabei unterschied er zwischen einem utopischen Sozialismus, etwa bei Fourier und Saint-Simon, einem politischen Sozialismus im Kommunistischen Manifest des frühen Karl Marx und dem wissenschaftlichen Sozialismus als Weiterentwicklung der Marx’schen Theorie bzw. dem orthodoxen Marxismus im Licht seiner Kritiker. Sellars wandte sich deutlich gegen radikale Veränderungen der sozialen Strukturen auf der Grundlage einer Utopie, was er als gefährlich betrachtete. Stattdessen forderte er eine schrittweise Veränderung der bestehenden Institutionen auf Grundlage wissenschaftlicher Einsichten. Insbesondere verwarf er den deterministischen Materialismus des orthodoxen Marxismus und die damit verbundene, als Notwendigkeit betrachtete, Geschichtstheorie. So sei die Marx’sche These, dass der Kapitalismus bereits die Wurzeln seines Untergangs in sich trage, historisch falsifiziert. Für Sellars müssen die Menschen lernen, sich im politischen Prozess zu emanzipieren. Dies beinhaltet verschiedene Tugenden, wie die Kooperation, Einfallsreichtum, die Bereitschaft, in kontinuierlichen Prozessen verbesserte Lösungen zu finden und die Geduld, das angestrebte Ziel schrittweise zu erreichen. Statt der Marx’schen überindividuellen Notwendigkeit der Geschichte sah Sellars die Notwendigkeit der Erziehung zur aktiven Teilhabe an den langfristigen Veränderungsprozessen.

### Humanismus
In seinen frühen Arbeiten untersuchte Sellars Religion auf einer vergleichenden Basis aus einer wissenschaftlichen, humanistischen und atheistischen Perspektive. Dabei setzte er sich dafür ein, übernatürliche Phänomene auf wissenschaftlicher Grundlage durch Werte gemeinsamer Loyalität zu ersetzen und so zum Wohlbefinden der Menschen beizutragen. Mit dieser Auffassung war er einer der ersten Vertreter eines religiösen Humanismus in Amerika im frühen 20. Jahrhundert, der eine seiner Hauptquellen im Unitarismus hatte. Im Jahr 1932 wurde Sellars von dem Unitarier Raymond Bragg, einem Mitherausgeber der Zeitschrift „The New Humanist“ gebeten, an einem Grundlagenpapier des Humanismus mitzuwirken. Der von Sellars verfasste Entwurf wurde in der Folge vielfältig modifiziert und unter der Redaktion von Bragg als „Humanist Manifesto“ im Jahr 1933 veröffentlicht. Da in der Folge mehrere Texte mit dem gleichen Titel veröffentlicht wurden, wird dieses Papier als „Humanist Manifesto I“ bezeichnet. Das Manifest richtet sich nicht nur an eine akademische Leserschaft, sondern ist für die Allgemeinheit bestimmt und besteht aus 15 Thesen mit einem Rahmentext. Es ist ausdrücklich als alternative religiöse Weltauffassung formuliert, wobei ausdrücklich Theismus, Deismus, Modernismus oder andere Formen „Neuen Denkens“ abgelehnt werden. Stattdessen werden im Manifest eine Profit-orientierte Gesellschaft abgelehnt und eine kooperative weltweite Gesellschaft mit rationalen Problemlösungen gefordert. Sellars gehört zu den 34 Unterzeichnern des Manifests und hat dies auch in Veröffentlichungen unterstützt. Aufgrund verschiedener Kritiken wurde später ein Humanist Manifesto II veröffentlicht, das ohne religiöse Grundauffassung und auch in den gesellschaftlichen Zielen weniger optimistisch formuliert war. Auch bei diesem zählt Sellars zu den Unterzeichnern.

## Schriften
- Critical realism. A Study of the Nature and Conditions of Knowledge, Rand-McNally, Chicago 1916
- The Next Step in Democracy, Macmillan, New York 1916
- The Essentials of Philosophy, Macmillan, New York 1917
- The Essentials of Logic, Houghton Mifflin, Boston 1917
- The Next Step in Religion. An Essay Toward the Coming Renaissance, Macmillan, New York 1918
- Evolutionary Naturalism, Open Court. La Salle 1922
- Religion Coming of Age. Macmillan, New York 1928.
- Philosophy of Physical Realism. Macmillan, New York 1932.
- Reflections on American Philosophy from Within. University of Notre Dame Press, Notre Dame 1969
- Principles of Emergent Realism. (hrsg. und kommentiert von W. Preston Warren), Warren H. Green, St. Louis 1970
- Social Patterns and Political Horizons. Aurora Publishers, Nashville 1970
- Principles, Perspectives, and Problems of Philosophy. Pageant Press, New York 1970
- Neglected Alternatives. Critical Essays by Roy Wood Sellars. (hrsg. von William. Preston Warren mit einer Einleitung und einer kurzen Biographie), Bucknell University Press, Lewisburg 1973